# Мамедрагимова, Минара Абдул Али кызы
Минара Абдул Али кызы Мамедрагимова (азерб. Minarə Abdüləli qızı Məmmədrəhimova; 21 октября 1922, Боюк Амили, Нухинский уезд — ?) — советский азербайджанский табаковод, Герой Социалистического Труда (1950).

## Биография
Родилась 21 октября 1922 года в селе Боюк Амили Нухинского уезда Азербайджанской ССР (ныне село в Габалинском районе).
С 1943 года — колхозница, звеньевая колхоза имени Байрамова Куткашенского района Азербайджанской ССР. В 1949 году получила урожай табака сорта «Самсун» 20,7 центнеров с гектара на площади 3 гектаров.
Указом Президиума Верховного Совета СССР от 17 августа 1950 года за получение высоких урожаев табака в 1949 году Мамедрагимовой Минаре Абдул Али кызы присвоено звание Героя Социалистического Труда с вручением ордена Ленина и золотой медали «Серп и Молот».
С 1973 года — пенсионер союзного значения, с 2002 года — президентский пенсионер.
Активно участвовала в общественной жизни Азербайджана. Член КПСС с 1943 года.